# 沙爾萬山 (阿拉維山脈)

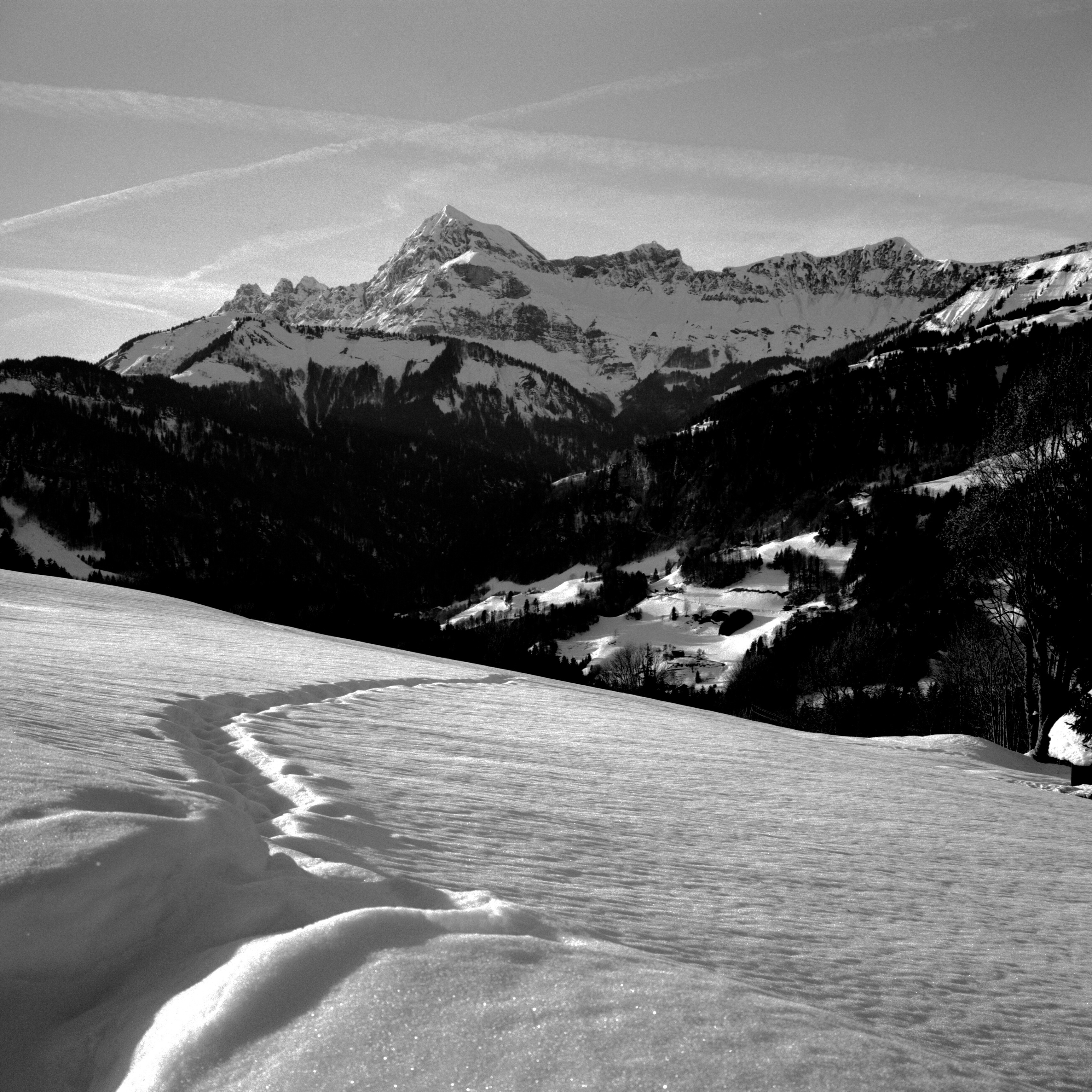

45°48′09″N 06°25′13″E / 45.80250°N 6.42028°E
沙爾萬山（法語：Mont Charvin），是法國的山峰，位於該國東南部，由奧文尼-隆-阿爾卑斯大區負責管轄，屬於阿拉維山脈的一部分，海拔高度2,409米，每年平均降雨量1,645毫米。